# Squalène-hopène cyclase
Une qualène-hopène cyclase, ou SHC, est une isomérase qui catalyse les réactions :
squalène  {\displaystyle \rightleftharpoons }  hop-22(29)-ène ;
squalène + H2O  {\displaystyle \rightleftharpoons }  hopan-22-ol.
Cette enzyme est présente chez les procaryotes, où elle joue un rôle important en assurant l'interconversion d'une molécule de squalène, linéaire, en hopène et hopanol, triterpènes pentacycliques, dans un rapport 5:1,,,,. On la trouve chez un grand nombre de bactéries mais c'est chez la bactérie thermophile Alicyclobacillus acidocaldarius (en) qu'elle est le plus facilement isolée.
Les hopanoïdes jouent chez les bactéries un rôle physiologique semblable à celui des stérols chez les eucaryotes en modulant la fluidité et la perméabilité des membranes biologiques. Chez les procaryotes, ils stabilisent les membranes en présence de température élevées et d'acidité extrême du fait de leur structure polycyclique rigide. Ainsi, l'expression de la squalène-hopène cyclase est activée chez certaines bactéries placées dans un environnement chaud ou acide,.
On pense que la squalène-hopène cyclase est à l'origine de ombreuses classes de stérol cyclases d'eucaryotes et de procaryotes. Les oxydosqualène cyclases, analogues de cette enzyme chez les eucaryotes, ont besoin d'oxygène pour leurs réactions, indiquant une évolution ultérieure de ces protéines, remontant à une époque où l'atmosphère contenait de l'oxygène ; le fait que la squalène-hopène cyclase fonctionne dans un environnement anoxique suggère qu'elle soit bien plus ancienne.

Squalène.

Hopène.

## Fonctionnement et site actif
La formation du squelette hopène est l'une des réactions élémentaires les plus complexes de la biochimie. 13 liaisons covalentes sont rompues ou formées en une seule étape, 9 centres chiraux sont constituées, et cinq cycles sont fermés. La qualène-hopène cyclase catalyse en effet la conversion d'un composé à chaîne ouverte, le squalène, en triterpènes pentacycliques, l'hopène et l'hopanol, ces deux produits étant respectivement formés avec un ratio 5:1.
La biosynthèse de l'hopène commence par la cyclisation du squalène en une configuration pré-chaise se poursuivant par la formation de cinq liaisons carbone-carbone. La formation des cycles est finalisée avec l'élimination d'un proton depuis les groupes méthyle terminaux qui alternent sur le squalène à l'aide d'une molécule d'eau. Cette molécule d'eau détermine également la nature du produit de la réaction selon qu'elle reçoit un proton du groupe méthyle en position 29 ou 30 pour former de l'hopène, ou qu'elle cède un groupe hydroxyle en position C-22 du cycle A. D'autres molécules d'eau interviennent en accentuant la polarisation et en formant des liaisons hydrogène entre sept résidus d'acides aminés de l'enzyme : les résidus Thr41, Glu45, Glu93, Arg127, Gln262, Trp133 et Tyr267.
Il y a très peu de changements conformationnels au cours de la formation des cycles A à D. C'est la raison pour laquelle cette réaction ne requiert par d'intermédiaires et peut être réalisée en une seule étape. La formation du cycle E est cependant bloquée par une barrière d'entropie, ce qui peu expliquer qu'il soit absent des stéroïdes tétracycliques.
Le site actif de la squalène-hopène cyclase est situé dans une cavité centrale de la région voisine de la membrane, cavité à laquelle le substrat accède par un canal apolaire. Le site actif est entouré par des résidus aromatiques qui forment une cavité bien adaptée à la molécule de squalène repliée dans une conformation fonctionnelle. Le mécanisme réactionnel fait intervenir un couple de résidus d'aspartate et d'histidine pour amorcer la cyclisation en protonant le C-3 et déprotonant le C-29, ce qui fait intervenir une succession de carbocations intermédiaires,. Une mutation affectant ce résidu d'aspartate est susceptible d'inactiver l'enzyme.